# Немрут (планина)
Вижте пояснителната страница за други значения на Немрут.
Немрут или Нимрод (на турски: Nemrut Dağı; арм. Նեմրութ լեռ) е планина с височина 2134 метра, разположена в близост до върховете Анкар в Анатолия, на 60 km от Адъяман в Югоизточна Турция. Забележителна е с откритата при върха гробница, датираща от I век пр.н.е. Царят на Комагена Антиох I Теос, който управлява между 69 и 36 г. пр.н.е., построил своята гробница, заобиколена от статуи, високи 9 метра, изобразяващи както самия него, така и божества, въплътени в глава на орел или лъв. Главите на статуите са били отстранени от телата и разпръснати из местността. По следите, оставени по главите, се предполага, че те са отстранени умишлено по време на иконоборството. В култов надпис Антиох декларира, че е построил мястото за вековете и идните поколения като благодарност към боговете и своите предшественици.
Гробницата е била открита през 1881 година от германския пътен инженер Карл Зестер. Негово дело са единствените направени до днес археологически разкопки.
През 1987 година планината Немрут е включена в Списъка на световното културно и природно наследство на ЮНЕСКО.

## Галерия
- Източна тераса
- Източна тераса:Лъвска глава
- Глави на статуи
- Източна тераса:Тронове
- Западна тераса: Глава на Аполон/Митра/Хелиос/Хермес
- Западна тераса:Зевс Oromasdes
- Западна тераса:Херакъл
- Западна тераса:Богинята на Комагена
- Западна тераса: Орел и лъв от пясъчник